# Purdue Pharma
Purdue Pharma L.P., voorheen Purdue Frederick Company, is een Amerikaanse farmaceutische onderneming in particuliere handen, opgericht door John Purdue Gray, en in 1952 verkocht aan de familie Sackler.
Het bedrijf kwam in opspraak na klachten over het te veelvuldig voorschrijven van een van haar producten, de verslavende pijnstiller oxycodon, met in de Verenigde Staten een opioïde-epidemie als gevolg. In 2007 betaalde Purdue in deze zaak een van de grootste boetes die ooit aan een farmaceutisch bedrijf was opgelegd van 654 miljoen dollar ter afkoop van strafvervolging. Purdue vroeg op 15 september 2019 in New York “Chapter 11” faillissementsbescherming aan. In september 2021 kondigde Purdue Pharma aan dat het zich zou rebranden als Knoa Pharma. Augustus 2023 haalde het Amerikaanse Hooggerechtshof een streep door een schikking van de firma van 6 miljard dollar met diverse overheidsinstanties. Adviserend bureau McKinsey mocht op 13 december 2024 wel voor 650 miljoen dollar schikken. Januari 2025 kwam naar buiten dat nu ook de familie bijdraagt aan een schikking van 6,5 miljard dollar met 15 Amerikaanse Staten. Partijen die niet deelnemen aan de schikking kunnen doorprocederen.

## Voorgeschiedenis
Het bedrijf dat Purdue Pharma werd, werd in 1892 opgericht door de artsen John Purdue Gray en George Frederick Bingham in New York als de Purdue Frederick Company. Het bedrijf maakte toen een tonicum op basis van sherry en glycerine. Zestig jaar later, in 1952, werd het bedrijf verkocht aan twee andere artsen, de broers Raymond en Mortimer Sackler, die het bedrijf verplaatsten naar Yonkers (New York). De oudere broer van de Sacklers, Arthur Sackler, had een derde optie in het bedrijf, die na zijn dood aan zijn broers werd verkocht. Onder de Sacklers opende het bedrijf extra kantoren in New Jersey en Connecticut. Het hoofdkantoor werd gevestigd in Stamford (Connecticut).